# Raoul Cédric Loé
Raoul Cédric Loé (nacido el 31 de enero de 1989 en Courbevoie, Isla de Francia, Francia), más conocido futbolísticamente como Raoul Loé, es un futbolista franco-camerunés que juega de centrocampista y que milita en el Dongguan Guanlian de la Primera Liga China.

## Carrera
Nacido en Courbevoie, Isla de Francia, se trasladó a España en 2008 con 19 años y fichó por el Manchego Ciudad Real C. F., donde debutó como profesional. El 14 de agosto de 2009 firmó un contrato con la A. D. Ceuta de la Segunda División B Española, donde jugó 35 partidos en su primer año, y apareció en las dos primeras ronda de la Copa del Rey ante el F. C. Barcelona.
En la temporada 2011-12 se marchó trasladó a C. A. Osasuna, siendo asignado al equipo filial, también en Tercera. Fue convocado con el primer equipo en el partido de Copa del Rey el 21 de diciembre de 2011, contra la U. D. Almería, pero se mantuvo en el banquillo.
El 12 de enero de 2012 hizo su debut oficial con los navarros, ante el F. C. Barcelona también en la Copa del Rey de esa misma temporada (1-2 derrota en casa, 1-6 en el global). El 3 de marzo jugó su primer partido de Liga, apareciendo los 90 minutos en el empate a 1-1 ante el R. C. D. Mallorca. Esa temporada acabaría jugando 7 partidos más.
En la temporada 2012-13 se convirtió en una pieza fundamental en el centro del campo del conjunto rojillo. En el partido correspondiente a la 21.ª jornada anotó su primer gol en la Liga BBVA, en el Camp Nou, en la derrota por 5-1 de Osasuna ante el F. C. Barcelona. En la jornada 33.ª volvería a marcar, esta vez en el empate a dos ante el Rayo Vallecano en Vallecas.
El 2 de julio de 2015 se desvinculó del C. A. Osasuna para adentrarse en el reto de jugar en Catar con el Al Sailiya Sport Club de la Qatar Stars League.
En enero de 2017 rescindió su contrato como integrante del Al-Sailiya catarí y fue inscrito por Osasuna en el mercado invernal.
El 1 de septiembre firmó por el CSKA Sofia de la Liga Profesional de Bulgaria tras finalizar su contrato con el Club Atlético Osasuna.

## Selección
Fue llamado a la selección de Camerún para disputar la 5.ª fecha de las eliminatorias africanas, donde su selección empató 0 a 0 con la República Democrática del Congo, solo pudiendo estar en el banquillo de suplentes durante todo el partido.

## Clubes
| Club                            | País     | Año       |
| ------------------------------- | -------- | --------- |
| Manchego Ciudad Real C. F.      | España   | 2008-2009 |
| A. D. Ceuta                     | España   | 2009-2011 |
| C. A. Osasuna "B"               | España   | 2011-2012 |
| C. A. Osasuna                   | España   | 2012-2015 |
| Al-Sailiya S. C.                | Catar    | 2015-2017 |
| C. A. Osasuna                   | España   | 2017      |
| CSKA Sofia                      | Bulgaria | 2017-2018 |
| A. C. Omonia Nicosia            | Chipre   | 2018-2019 |
| Shaanxi Chang'an Athletic F. C. | China    | 2020-2023 |
| Dongguan Guanlian               | China    | 2023-     |